# Kuznetsovski (Baixkíria)
|  | Per a altres significats, vegeu «Kuznetsovski». |

Kuznetsovski (en rus: Кузнецовский) és un poble (un khútor) de Baixkíria, a Rússia, que en el cens del 2010 tenia 10 habitants. Pertany al districte de Iermolàievo.